# Ed Helms
Edward „Ed” Parker Helms (n. 24 ianuarie 1974, Atlanta, Georgia, SUA) este un actor, comediant, cântăreț, scenarist și producător de film american. Din 2002 până în 2006 a fost corespondent la The Daily Show de la Comedy Central cu Jon Stewart. A mai interpretat rolul lui Andy Bernard în serialul sitcom NBC La birou (2006–2013) sau Stuart Price în trilogia Marea mahmureală. Din 2021, joacă în serialul de comedie Rutherford Falls.
Helms a apărut și în filme dramatice sau de comedie ca de exemplu Asiguratorul (Cedar Rapids, 2011), Rufele se spală în familie (Jeff Who Lives at Home, 2011), Noi suntem familia Miller (2013), Vacanță cu peripeții (Vacation, 2015), Chappaquiddick (2017), Un gest stupid și inutil (A Futile and Stupid Gesture, 2018) TAG: Dă-o mai departe (Tag, 2018) sau Cu adevărat împreună (Together Together, 2021). A interpreteat și roluri de voce, ca de exemplu în Monștri contra extratereștri (2009), Lorax, protectorul pădurii sau rolul titular din Aventurile Căpitanului Underpants (2017).
În 2008, a avut șase nominalizări la Premiul Sindicatului Actorilor pentru cea mai bună distribuție într-un serial de comedie. A primit și un premiu al Sindicatului Scenariștilor Americani pentru televiziune - cea mai bună comedie pentru The Fake News with Ted Nelms (2018).

## Filmografie

### Film
| An   | Titlu                                          | Rol                                           | Note                   |
| ---- | ---------------------------------------------- | --------------------------------------------- | ---------------------- |
| 2004 | Blackballed: The Bobby Dukes Story             | Bunker McLaughlin                             |                        |
| 2006 | Everyone's Hero                                | Hobo Louie                                    | Voce                   |
| 2006 | Night at the Museum                            | Dentist                                       | Scene șterse           |
| 2007 | Evan Almighty                                  | Ark Reporter / Ed Carson                      |                        |
| 2007 | I'll Believe You                               | Leon                                          |                        |
| 2007 | Walk Hard: The Dewey Cox Story                 | Stage Manager                                 |                        |
| 2008 | Semi-Pro                                       | Turtleneck Reporter                           |                        |
| 2008 | Confessions of a Shopaholic                    | Garret E. Barton                              | Nemenționat            |
| 2008 | Meet Dave                                      | Number 2                                      |                        |
| 2008 | Harold & Kumar Escape from Guantanamo Bay      | Interpreter                                   |                        |
| 2008 | Lower Learning                                 | Maurice Bunting                               |                        |
| 2009 | The Smell of Success                           | Chet Pigford                                  |                        |
| 2009 | The Hangover                                   | Stuart Price                                  |                        |
| 2009 | Monsters vs. Aliens                            | News Reporter                                 | Voce                   |
| 2009 | Night at the Museum: Battle of the Smithsonian | Larry Daley's Assistant                       | Nemenționat            |
| 2009 | The Goods: Live Hard, Sell Hard                | Paxton Harding                                |                        |
| 2011 | Cedar Rapids                                   | Tim Lippe                                     | Și producător executiv |
| 2011 | The Hangover Part II                           | Stuart Price                                  |                        |
| 2011 | Jeff, Who Lives at Home                        | Pat                                           |                        |
| 2011 | High Road                                      | Barry                                         | Nemenționat            |
| 2012 | The Lorax                                      | The Once-ler                                  | Voce                   |
| 2013 | We're the Millers                              | Brad Gurdlinger                               |                        |
| 2013 | The Hangover Part III                          | Stuart Price                                  |                        |
| 2014 | Someone Marry Barry                            | Ben                                           |                        |
| 2014 | They Came Together                             | Eggbert                                       |                        |
| 2014 | Stretch                                        | Karl-with-a-K                                 |                        |
| 2015 | Vacation                                       | Russell "Rusty" Griswold                      |                        |
| 2015 | Love the Coopers                               | Hank Cooper                                   |                        |
| 2016 | Central Intelligence                           | N/A                                           | Producător executiv    |
| 2016 | Kevin Hart: What Now?                          | Barman                                        |                        |
| 2017 | The Clapper                                    | Eddie Krumble                                 | Și producător          |
| 2017 | Captain Underpants: The First Epic Movie       | Principal Benjamin Krupp / Captain Underpants | Voce                   |
| 2017 | Mune: Guardian of the Moon                     | Spleen                                        | Voce                   |
| 2017 | I Do... Until I Don't                          | Noah Brewing                                  |                        |
| 2017 | Chappaquiddick                                 | Joseph Gargan                                 |                        |
| 2017 | Father Figures                                 | Peter Reynolds                                |                        |
| 2018 | A Futile and Stupid Gesture                    | Tom Snyder                                    | Și producător executiv |
| 2018 | Tag                                            | Hogan "Hoagie" Malloy                         |                        |
| 2019 | Corporate Animals                              | Brandon                                       | Și producător          |
| 2019 | Penguins                                       | Narator (voce)                                |                        |
| 2020 | Coffee & Kareem                                | Ofițer James Coffee                           |                        |
| 2021 | Together Together                              | Matt                                          |                        |
| 2021 | Ron's Gone Wrong                               | Graham Pudowski (voce)                        |                        |

### Televiziune
| An         | Titlu                              | Rol                                                       | Note                                                           |
| ---------- | ---------------------------------- | --------------------------------------------------------- | -------------------------------------------------------------- |
| 2002–2009  | The Daily Show                     | Correspondent                                             | 207 episoade                                                   |
| 2004       | Cheap Seats                        | Bradley Wallace                                           | 2 episoade                                                     |
| 2004, 2013 | Arrested Development               | James Carr                                                | 3 episoade                                                     |
| 2005       | Sunday Pants                       | Neil the Angel (voce)                                     | "Weighty Decisions" - segment                                  |
| 2006       | The Colbert Report                 | Narator – The On Notice Board: A Wonder of the Modern Age | Episodul: "Linda Hirshman"                                     |
| 2006       | Samurai Love God                   | Samurai Love God (voce)                                   | Miniserial                                                     |
| 2006–2013  | The Office                         | Andy Bernard                                              | Rol principal (sezoanele 3–9); 163 episoade                    |
| 2008       | Upright Citizens Brigade           | Guest Monologist                                          | Nemenționat                                                    |
| 2008       | American Dad!                      | Mr. Buckley (voce)                                        | Episodul: "Stanny Slickers II: The Legend of Ollie's Gold"     |
| 2008       | Wainy Days                         | Doctor                                                    | Episodul: "Angel"                                              |
| 2008–2010  | Childrens Hospital                 | Doctor / TV Announcer                                     | 5 episoade                                                     |
| 2009       | Family Guy                         | Al Gore (voce)                                            | Episodul: "FOX-y Lady"                                         |
| 2010       | Funny or Die Presents              | Cast (Holdup)                                             | 4 episoade                                                     |
| 2011       | Saturday Night Live                | Rolul său (gazdă)                                         | Episodul: "Ed Helms/Paul Simon"                                |
| 2011       | Wilfred                            | Daryl                                                     | Episodul: "Acceptance"                                         |
| 2011       | NTSF:SD:SUV::                      | Eddie                                                     | 2 episoade                                                     |
| 2012       | The Mindy Project                  | Dennis                                                    | 2 episoade                                                     |
| 2012       | Ugly Americans                     | Dennis                                                    | Episodul: "Mark Loves Dick"                                    |
| 2012       | Comedy Bang! Bang!                 | Rolul său                                                 | Episodul: "Ed Helms Wears A Grey Shirt & Brown Boots"          |
| 2013       | Kroll Show                         | Sex in the City Dude                                      | Episodul: "San Diego Diet"                                     |
| 2013       | Saturday Night Live                | Ted Pelms                                                 | Nemenționat Episodul: "Zach Galifianakis/Of Monsters and Men"  |
| 2014       | Brooklyn Nine-Nine                 | Jack Danger                                               | Episodul: "USPIS"                                              |
| 2015–2020  | BoJack Horseman                    | Kyle (voce)                                               | 3 episoade                                                     |
| 2015       | Jake and Amir                      | Mickey                                                    | Episodul: "The Auditions"                                      |
| 2015       | The Muppets                        | Rolul său                                                 | Episodul: "Pig Out"                                            |
| 2015       | Running Wild with Bear Grylls      | Rolul său                                                 | Episodul: "Ed Helms"                                           |
| 2016       | Drunk History                      | William McMasters                                         | Episodul: "Scoundrels"                                         |
| 2017       | Angie Tribeca                      | Dr. Clive Mister                                          | Episodeul "Germs of Endearment"                                |
| 2017       | The Fake News with Ted Nelms       | Ted Nelms                                                 | Special TV special; și creator, scenarist, producător executiv |
| 2020       | Aunty Donna's Big Ol' House of Fun | Egg Helms                                                 | Și producător executiv                                         |
| 2021       | Rutherford Falls                   | Nathan Rutherford                                         | Și creator, scenarist, producător executiv                     |
| 2022       | Fraggle Rock: Back to the Rock     | Lyle Craggle (voce)                                       | 2 episoade                                                     |

### Videoclipuri
| An   | Titlu                            | Artist         |
| ---- | -------------------------------- | -------------- |
| 2013 | "Hopeless Wanderer"              | Mumford & Sons |
| 2013 | "Clouds" (Celebrity Music Video) | Zach Sobiech   |
| 2015 | "The Wolf"                       | Mumford & Sons |
| 2016 | "Don't Wanna Know"               | Maroon 5       |
| 2017 | "Wanna Do Day"                   | Lisa Loeb      |